# سوزان جينيشيس
سوزان جينيشيس (بالإنجليزية: Suzanne Jenniches)‏ (مواليد 1949) هي مهندسة أمريكية بدأت عملها من 2 أبريل 2003 إلى 2010 كنائب للرئيس والمدير العام لقسم الأنظمة الحكومية بقطاع الأنظمة الإلكترونية بشركة نورثروب غرومان، حاصلة أيضا على براءة اختراع لحام الليزر، كانت المرأة الوحيدة التي أخذت دروس الهندسة المسائية في جامعة جونز هوبكينز في السبعينيات، كانت من بين أول النساء اللواتي قمن بذلك في تلك الجامعة، كانت أول مهندسة وبالتالي أول متدربة في شركة كهرباء ويستينغهاوس. هي واحدة من أولى القيادات النسائية في نورثروب غرومان، وتعتبر رائدة من قبل جمعية المهندسات.

## حياتها المبكرة
كانت هي الأخت الكبرى لطفل وبنتين، تعد جينيشيس الأولى في عائلتها التي تمكنت من الحصول على شهادة جامعية، تخرج والداها من المدرسة الثانوية وأصبحا يملكان أعمالهما الخاصة، وكانت تتطلب إدارة أعمالهم ساعات عمل طويلة تتراوح من 12 إلى 14 ساعة، تعلمت جينيشيس قيمة أخلاقيات العمل من خلال والديها، قاما والدا جينيشيس أيضًا بتعليمها كيفية تحمل المسؤلية، كما قاما بتعليمها أنه إذا كانت هناك مشكلة في المدرسة فلا بد أنها ساهمت في ذلك
- سوزان جينيشز
في كل عيد ميلاد كان والد جينيشيس يعطيها أداة كهربائية كهدية، عندما انتقلت إلى الكلية أحضرت الأدوات معها: ماكينة السنفرة الرملية والمناشير الدائرية وصناديق التلسين والمثاقب وغيرها من المعدات الغير تقليدية بالنسبة للنساء في ذلك الوقت، وهي التي زودت الأدوات الميكانيكية للأسرة.
في المدرسة الثانوية شجعها مستشار التوجيه على الذهاب إلى الكلية، لذلك عندما زار موظفو شركة كلاريون مدرستها قبلت جينيشيس دعوتهم وتقدمت إلى المدرسة وتلقت منحة دراسية كاملة، وعلى الرغم من أن مهنتها كمهندسة نجحت في نهاية المطاف لكنها كانت تشعر بالأسف لعدم وجود هدف مبكر وعدم وجود تخطيط.
 - سوزان جينيشز

## تعليمها
في عام 1970 حصلت جينيشيس على درجة بكالوريوس العلوم في علم الأحياء من جامعة كلاريون ستيت (اسمها الآن جامعة كلاريون في بنسلفانيا)، لم تكن الهندسة خيارًا، اعتقدت أن هناك خياران متاحان لها فقط كرائدة في علم الأحياء: ممرضة أو معلمة، فأصبحت معلمة الأحياء.
أثناء العمل كمدرس بدأت جينيشيس في العمل نحو الحصول على درجة في الهندسة، حضرت مدرسة مسائية في جونز هوبكنز أربع ليال في الأسبوع لمدة سبع سنوات، كانت المرأة الوحيدة في مدرسة الهندسة المسائية لعدد من السنوات، وفي عام 1979 حصلت جينيشيس على درجة الماجستير في الهندسة البيئية من جامعة جونز هوبكنز.
أكملت جينيشيس عمل مكثف بعد التخرج في الشؤون الدولية في الجامعة الكاثوليكية الأمريكية، وقد حضرت أيضًا برنامج جامعة الأعمال والتكنولوجيا بجامعة هارفارد للتطوير الإداري.

## مسارها المهني
بدأت جينيشيس حياتها المهنية في العلوم كمدرسة لعلم الأحياء في المدرسة الثانوية وتدرس علم البيئة في وستمنستر بولاية ماريلاند، خلال هذا الوقت تلقت مجلة عبر البريد من جمعية التربية الوطنية في عام 1970 -العام الأول ليوم الأرض- وعلى الغلاف الخلفي للمجلة وجدت إعلانًا من جامعة جونز هوبكنز، كان هناك بطاقة بريدية لملئها وانتزاعها وإرسالها، ومرة أخرى قررت تغيير مسارها الوظيفي لمجرد نزوة، تقدمت بطلب للذهاب إلى كلية الدراسات العليا في جامعة جونز هوبكنز عن طريق الدفع، وكانت أحد العناصر الموجودة على نشرة الغلاف الخلفي الهندسة البيئية.
في مدرسة جونز هوبكنز المسائية دفعها زملاؤها على العمل في شركة ويستنجهاوس، كانت المرة الأولى التي تحصل فيها ويستنجهاوس على مهندسة، لذلك كان عليها أن تخلق استثناءًا غير عادي لها كتدريب فستكون المرأة الوحيدة هناك والشخص الوحيد الذي حصل على تدريب داخلي، قبلت جينيشيس الفرصة الفريدة وتركت التدريس وعملت في ويستنجهاوس كمهندس مساعد، عملت هناك كمتدربة لمدة أسبوعين بدون أجر وفي مصنع بدون تصريح أمني وكل ذلك أثناء حضورها دروسًا مسائية لإكمال دراستها في الهندسة، لم يفعل أحد ذلك من قبل، كجزء من وظيفتها استخدمت أشرطة رقمية خرامة لبرمجة ذكريات القراءة فقط وهو مبرمج PROM، عملت بجد أكثر من معظم الناس، لذلك غالبًا ما كانت تحت الطلب وتستيقظ أحيانًا من المنزل في الساعة الثالثة صباحًا لتلبية متطلبات بيانات الطوارئ.
في بداية حياتها المهنية في الهندسة غيرت جينيشس وظائفها كل ثمانية عشر شهرًا لمدة عامين، احتفظت برقم الهاتف نفسه واستخدمته لتعزيز حياتها المهنية داخل الشركة، عملت في هندسة اختبار الكمبيوتر والتجميع الإلكتروني والتصنيع الآلي المتقدم وأنظمة الرادار وبرامج الدفاع التي صُممت لـ نورثروب غرومان (المعروفة سابقًا باسم ويستنجهاوس) وبقيت في هذه الشركة لأكثر من ثلاثين عامًا.في عام 198، حصلت على براءة اختراع لحام الليزر، في عام 1981 قادت عمليات لرادار هجومية B-1B، كما أشرفت على إنتاج أول هوائي تم مسحه إلكترونيًا لطائرات الإنتاج في العالم.
عملت جينيشيس في العديد من المناصب القيادية في نورثروب غرومان: ففي عام 1986 تم تعيينها مديرة لعمليات النظم والتكنولوجيا، وفي وقت لاحق أصبحت نائب رئيس أنظمة التأليل والمعلومات ونائب رئيس أنظمة الاتصالات (قطاع الأنظمة الإلكترونية)، وفي عام 2003 أصبحت نائب رئيس قسم الأنظمة الحكومية.

## إنجازاتها المجتمعية
من 1988 إلى 1989 كانت جينيشتس رئيسة جمعية المهندسات، بينما من عام 1996 إلى 2003 عملت في مجلس إدارة شركة مايكروس (MICROS)، من 1999 إلى 2006 عملت كعضو في مجلس علوم القوات البرية للولايات المتحدة. وقد عملت أيضًا في مجلس محافظي الجمعية الأمريكية لجمعيات الهندسة وكشاهد خبير أمام الكونغرس في مناسبات عديدة. وقد دافعت نيابة عن الهندسة في كل من: ناسا ونيست وAAES، وSWE.

## الجوائز
حصلت جينيشيس على جائزة المهندس الجديد المتميز في عام 1983 وجائزة الإنجاز في عام 2000، كما حصلت على العديد من الجوائز الأخرى.